# Reinbern
Reinbern (-1013/15) fut le seul évêque de l'éphèmere diocèse de Kołobrzeg.
Reinbern est né dans la région Hassegau (en), dans le duché médiéval de Saxe. Au mois de mars de l'an 1000, lors du Congrès de Gniezno, Otton III rencontre le Boleslas Ier. L'empereur reconnait la fondation de l'archevêché de Gniezno,. Trois évêchés suffragants sont également créées et placés sous l’autorité de l’archevêque de Gniezno. L'évêché de Cracovie est attribué à l'évêque Poppo, celui de Wrocław est attribué à Jean. Reinbern reçoit le évêché de Kołobrzeg,,.
Reinbern fait démolir les sanctuaires païens,. Mais il est chassé par un soulèvement des tribus slaves et se réfugie à la cour de Boleslas. En 1009, il a accompagne ce dernier au mariage de sa fille avec Sviatopolk Vladimirovitch, le Prince de Tourov (en) dans la Rus' de Kiev. Une crise interne impliquant la fille de Boleslas conduit à l'arrestation de Reinbern, qui meurt en prison en 1012,.

## Sources
- (en) Cet article est partiellement ou en totalité issu de l’article de Wikipédia en anglais intitulé « Reinbern » (voir la liste des auteurs).